# Mirek Macke

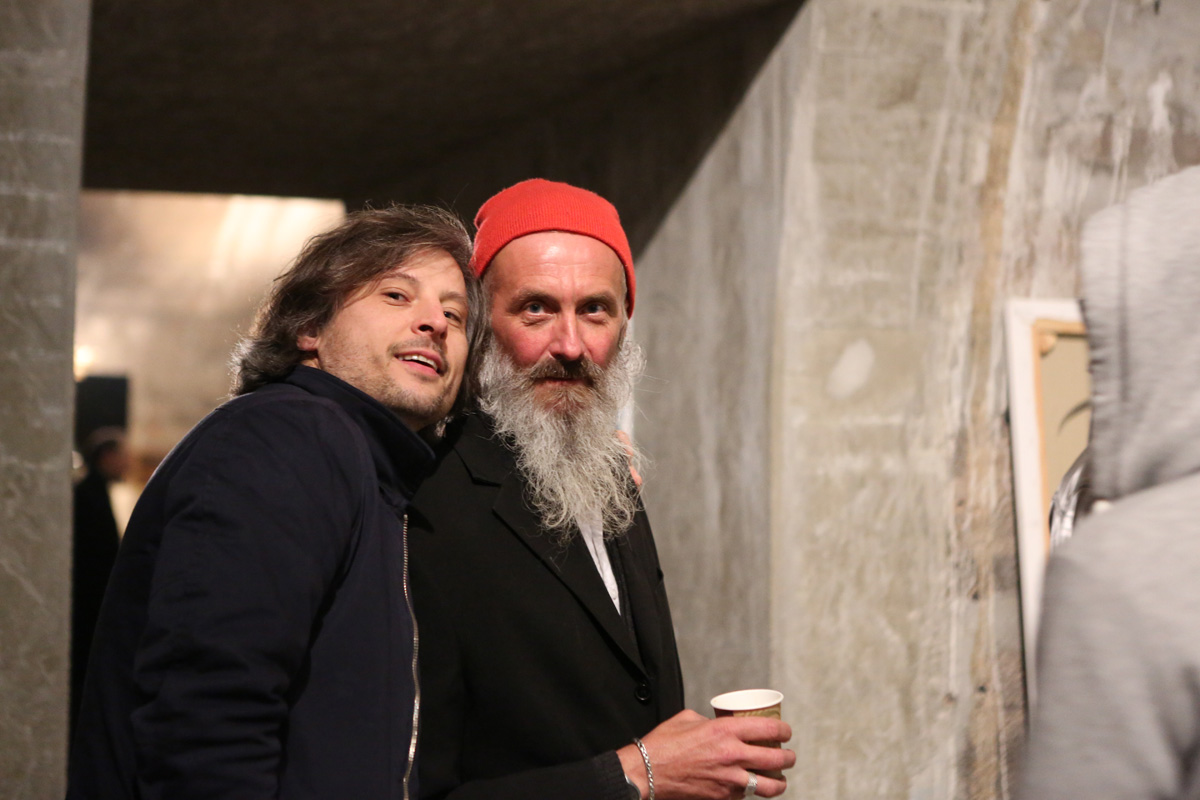
Mirek Macke (rechts)

Mirek Macke (* 16. Oktober 1959 in Iława) ist ein deutsch-polnischer Maler und Aktionskünstler.

## Leben
Macke wuchs als Sohn einer Fabrikarbeiterin und eines Schneiders im polnischen Ilawa auf. Mit 25 Jahren kam er per Touristenvisum nach Westdeutschland. Nach verschiedenen Zwischenschritten studierte er zuerst in Kassel bei Jos Arnold Bildhauerei und von 1989 bis 1994 Interdisziplinäre Kunst an der Frankfurter Städelschule bei Hermann Nitsch. 2001 gründete Macke gemeinsam mit Anja Czioska zunächst den Club Lola Montez und dann 2007 den Kunstverein Familie Montez, der sich seit 2017 unter der Honsellbrücke befindet und dessen Direktor er ist. Macke ist Hobbygärtner. Er lebt und arbeitet in Frankfurt am Main.

## Ausstellungen

### Gruppenausstellungen

#### Kunstverein Familie Montez (als Organisator und Künstler)
- 2007: Pferdestärken (Werke von Sven Tadic)
- 2008/2009: My Generation (Gruppenausstellung mit Werken von Christa Näher, Thomas Zipp, Manfred Peckl, Tobias Rehberger und Thomas Bayrle)
- 2009: Gut ist was gefällt
- 2009: Verzeichnungen der Wirklichkeit[7]
- 2010: Der Meister und seine Muse (Werke von Hermann Nitsch und Vroni Schwegler)
- 2010: Heavy – Medium – Light (Lampeninstallation von Kehres & Hungerer)
- 2014: Montez im Exil[7]
- 2014: Im Dschungel
- 2014: Ein Sonntag im Freien
- 2018: Harald Glööckler – Myth of an Icon (Werke von Harald Glööckler)[8]
- 2020: Ein ganz normaler Herbst, nur anders...
- 2021: Endlich frei (Werke von Susannah Martin)[9]
- 2022: Here we are[10]

#### Atelier Montez, Rom
- 2021: be**pART

#### Förderkoje, Berlin
- 2014: Mad in Berlin (wenn das „e“ ausjuriert wird...)

### Biennalen
- 2014: Luminale 2014, Frankfurt am Main
- 2012: Luminale 2012, Frankfurt am Main

### Kunstmessen
- 2018: Supermarket Art Fair 2018, Stockholm

- 2017: Supermarket Art Fair 2017, Stockholm

## Schriften
- Theodor W. Adorno, Christine Euler, Marcus Frings, Björn Böhning, Horst Schneider, Stephan Krüger, Kai Vöckler, Georg von Wallwitz: Neue Welten - Perspektiven aktueller Kunst. VDG Weimar Verlag, Weimar 2012, ISBN 978-3-89739-742-2.